# Cross-checking
Cross-checking , på svenska tackling med klubban, är begreppet på en regelöverträdelse i ishockey. Den är ett brott mot spelregeln som innebär att en spelare otillåtet tacklar en motspelare med klubban genom att ha båda händerna på klubban och utan att ha någon del av klubban i isen.
Den nuvarande regeln för cross-checking lyder i sammandrag
- En spelare som cross-checkar en motståndare ska efter domarens omdöme ådömas:
  - 2 minuters utvisning eller
  - 5 minuters utvisning samt matchstraff

Vid överträdelse av denna regel ska spelet stoppas och spelaren som begick regelöverträdelsen skall visas ut.